# بت کلارک
بت کلارک (انگلیسی: Beth Clark؛ زادهٔ ۲۶ مهٔ ۱۹۷۲) بازیکن فوتبال اهل نیوزیلند است.

وی همچنین در تیم ملی فوتبال زنان نیوزیلند بازی کرده‌است.